# La Gazette de Berlin

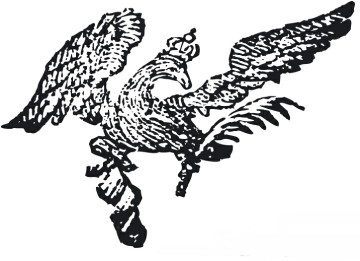
Logo-ul ziarului La Gazette de Berlin.

La Gazette de Berlin a fost o publicație lunară în limbă franceză ce a apărut în Germania. Publicat de Régis Présent-Griot, publicul țintă a fost format din cei 400.000 de francofoni din Germania. Prima ediție a apărut pe 1 iunie 2006. Redacția s-a aflat în Prenzlauer Berg, Berlin.
Ziarul a conținut totuși o pagină în limba germană.
Numele și logo-ul ziarului (un vultur ținând în gheare un pergament și o pană de scris) au fost păstrate de la vechiul La Gazette de Berlin, creat în 1743. La Gazette de Berlin a fost comercializat în Berlin, Hamburg, München, Frankfurt am Main, Köln, Düsseldorf, Bonn și în multe alte orașe din întreaga Germania.